# Condé-Sainte-Libiaire
Condé-Sainte-Libiaire (franskt uttal: [kɔ̃de sɛ̃t libjɛʁ]
 ( lyssna)) är en kommun i departementet Seine-et-Marne i regionen Île-de-France i norra Frankrike. Kommunen ligger i kantonen Serris som tillhör arrondissementet Meaux. År 2022 hade Condé-Sainte-Libiaire 1 470 invånare.

## Befolkningsutveckling
| Befolkningsutvecklingen i Condé-Sainte-Libiaire 1968–2021 | Befolkningsutvecklingen i Condé-Sainte-Libiaire 1968–2021 | Befolkningsutvecklingen i Condé-Sainte-Libiaire 1968–2021 | Befolkningsutvecklingen i Condé-Sainte-Libiaire 1968–2021 | Befolkningsutvecklingen i Condé-Sainte-Libiaire 1968–2021 |
| --------------------------------------------------------- | --------------------------------------------------------- | --------------------------------------------------------- | --------------------------------------------------------- | --------------------------------------------------------- |
|                                                           |                                                           |                                                           |                                                           |                                                           |
| År                                                        |                                                           |                                                           | Folkmängd                                                 |                                                           |
| 1968                                                      | 1968                                                      |                                                           | 487                                                       |                                                           |
| 1975                                                      | 1975                                                      |                                                           | 645                                                       |                                                           |
| 1982                                                      | 1982                                                      |                                                           | 1 029                                                     |                                                           |
| 1990                                                      | 1990                                                      |                                                           | 1 365                                                     |                                                           |
| 1999                                                      | 1999                                                      |                                                           | 1 344                                                     |                                                           |
| 2007                                                      | 2007                                                      |                                                           | 1 410                                                     |                                                           |
| 2015                                                      | 2015                                                      |                                                           | 1 405                                                     |                                                           |
| 2021                                                      | 2021                                                      |                                                           | 1 438                                                     |                                                           |